# Henry Deutschmeister
Henry Deutschmeister est un producteur de cinéma roumain, né le 21 mai 1902 à Brăila (Roumanie) et mort le 21 février 1969 à Neuilly-sur-Seine.

## Biographie
Henry Deutschmeister a dirigé pendant vingt ans la société de production Franco-London-Films.
Il est inhumé au cimetière parisien de Bagneux (division 100).

## Filmographie
- 1936 : L'Île des veuves de Claude Heymann (directeur de production)
- 1948 : Le Carrefour des passions (Gli uomini sono nemici) d'Ettore Giannini
- 1950 : La Beauté du diable de René Clair
- 1950 : Le Château de verre de René Clément
- 1951 : Atoll K de Léo Joannon
- 1952 : Les Sept Péchés capitaux
- 1952 : La Minute de vérité de Jean Delannoy
- 1952 : Les Belles de nuit de René Clair
- 1953 : Madame de de Max Ophüls
- 1954 : Destinées
- 1954 : L'Affaire Maurizius de Julien Duvivier
- 1954 : Scènes de ménage de André Berthomieu
- 1954 : Obsession de Jean Delannoy
- 1954 : Le Blé en herbe de Claude Autant-Lara
- 1954 : Le Rouge et le Noir de Claude Autant-Lara
- 1955 : French Cancan de Jean Renoir
- 1955 : Chiens perdus sans collier de Jean Delannoy
- 1955 : L'Affaire des poisons de Henri Decoin
- 1956 : Si Paris nous était conté de Sacha Guitry
- 1956 : Marie-Antoinette reine de France de Jean Delannoy
- 1956 : Elena et les Hommes de Jean Renoir
- 1956 : La Traversée de Paris de Claude Autant-Lara
- 1956 : Les Truands de Carlo Rim
- 1958 : Montparnasse 19 de Jacques Becker
- 1958 : Le Septième Ciel de Raymond Bernard
- 1958 : Montparnasse 19
- 1958 : Le Joueur de Claude Autant-Lara
- 1958 : Le Miroir à deux faces de André Cayatte
- 1959 : Un témoin dans la ville de Édouard Molinaro
- 1959 : Guinguette de Jean Delannoy
- 1959 : Le Grand Chef de Henri Verneuil
- 1959 : Le Chemin des écoliers de Michel Boisrond
- 1960 : Le Passage du Rhin de André Cayatte
- 1960 : La Main chaude de Gérard Oury
- 1960 : Normandie-Niémen de Jean Dréville
- 1960 : Un taxi pour Tobrouk de Denys de La Patellière
- 1962 : Les Sept Péchés capitaux
- 1962 : Mandrin, bandit gentilhomme de Jean-Paul Le Chanois
- 1962 : Les Quatre Vérités
- 1964 : Les Aventures de Robinson Crusoé (en) (mini série télé)
- 1965 : Juliette des esprits de Federico Fellini
- 1965 : Don Quijote (de) (mini série télé)
- 1965 : Guerre secrète
- 1966 : L'Île au trésor (en) (mini série télé)
- 1967 : Trois filles vers le soleil de Roger Fellous
- 1967 : Sept hommes et une garce de Bernard Borderie
- 1968 : Les Aventures de Tom Sawyer (de) (mini série télé)
- 1969 : Les Chemins de Katmandou de André Cayatte

## Sources
- Revue Cinématographe, spécial Les Producteurs, no 100, mai 1984